# Matija Nastasić
Matija Nastasić (født 28. marts 1993 i Valjevo, Serbien) er en serbisk fodboldspiller, der spiller som central forsvarsspiller hos den tyske Bundesliga-klub Schalke 04. Han har tidligere spillet i Italien for Fiorentina og i England for Manchester City.

## Landshold
Nastasić har (pr. april 2018) spillet 27 kampe for Serbiens landshold. Han fik sin debut den 29. februar 2012 imod Cypern. Han har derudover også optrådt for Serbiens ungdoms-landshold.